# Lebu
Pour le cratère de Mars, voir Lebu (cratère).
Lebu est une ville et une commune du Chili faisant partie de la province d'Arauco, elle-même rattachée à la région du Biobío. C'est la capitale de la Province d'Arauco. D'après le recensement de 2002, elle est peuplée de 25 096 habitants.

Position de Lebu (en rouge) au sein de la Région du Biobío.